# 松波弘之
松波 弘之（まつなみ ひろゆき、1939年6月5日 - ）は、日本の工学者。京都大学名誉教授、京都先端科学大学特任教授。工学博士（京都大学）。大阪市出身。
炭化ケイ素（SiC）という、従来は研磨材や耐熱材料としての利用しかなかった材料の半導体材料としての可能性に早くから注目し、20年以上の試行錯誤の末、SiC 薄膜作製法において、結晶面に適度な傾斜角を導入することによって、結晶成長を制御する方法を見出し、世界で初めて結晶多形混在のない高品質SiCのエピタキシャル成長に成功した。その後、高耐圧・低損失のSiC ショットキーバリアダイオード、高性能SiC電界効果トランジスタを実現し、既存のシリコン半導体では実現できない高性能なパワーデバイスがSiCにより実現できることを世界で初めて実証し、SiCの半導体材料としての地位を確立した。

## 略歴
- 大阪府立市岡高等学校卒業。
- 1962年 京都大学工学部電子工学科を卒業
- 1964年 京都大学大学院工学研究科電子工学専攻修士課程修了
- 1964年 京都大学助手
- 1971年 京都大学助教授
- 1976年 - 1977年 米国ノースカロライナ州立大学客員准教授
- 1983年 京都大学教授に就任
- 2003年 京都大学を定年退官し、同大名誉教授
- 2004年 - 2013年 科学技術振興機構イノベーションプラザ京都 館長

## 賞歴
- 1998年 第15回 日本結晶成長学会論文賞 (半導体シリコンカーバイドのステップ制御エピタキシー)
- 2001年 第1回山崎貞一賞 (半導体及び半導体装置分野) 材料科学技術振興財団
- 2002年 平成14年度 文部科学大臣賞 (研究功績賞)
- 2004年 第4回(2003年度)応用物理学会 研究業績賞 (SiC半導体・デバイスの先駆的研究)
- 2004年 第41回(平成15年度) 電子情報通信学会 研究業績賞 (半導体SiCの高品質エピタキシャル成長と次世代電子デバイスの基礎研究)
- 2005年 SSDM Award
- 2013年 2012年度朝日賞 (パワー半導体シリコンカーバイドの先駆的研究)[2]
- 2016年 IEEEデイヴィッド・サーノフ賞
- 2017年 本田賞
- 2019年 瑞宝中綬章[3][4]
- 2023年 IEEEエジソンメダル[5]

## 著書・編著
- 半導体工学（1984年、昭晃堂）
- 半導体工学 第2版（1999年、昭晃堂）
- Silicon Carbide Vol. I, II (1997年、Akademie Verlag)　共編著
- Silicon Carbide －Recent Major Advances－ (2003年、Springer)　共編著
- 半導体材料とデバイス（2001年、岩波書店 現代工学の基礎）共著
- 半導体SiC技術と応用（2003年、日刊工業新聞社）編著
- 半導体SiC技術と応用 第2版（2011年、日刊工業新聞社）編著